# Ferdinand Baudry
Pour les articles homonymes, voir Baudry.
Ferdinand Baudry, né le 2 novembre 1816 à Saint-Philbert-du-Pont-Charrault (Vendée) et mort le 16 juillet 1880 à Le Bernard, est un archéologue, historien et abbé qui a effectué plusieurs travaux sur les vestiges gallo-romains.

## Histoire
Il est un des membres de la Commission de topographie des Gaules et de la société d'émulation de la Vendée, puis de la Société nationale des antiquaires de France. Il a dirigé plusieurs fouilles durant sa carrière, dont 21 puits funéraires, des monuments mégalithiques, et les ruines romaine d'une villa romaine et de thermes romains.
Pendant 22 ans, il est prêtre de la paroisse de la commune vendéenne de Le Bernard. Il est enterré au cimetière du village et une plaque commémorative fait mention de ses travaux historiques et archéologiques.